# These Words
These Words (још познат и као These Words (I Love You, I Love You) и These Words (I Love You); у преводу, Ове речи) песма је Наташе Бедингфилд, и други европски (а први северноамерички) сингл са њеног деби албума . Сингл је издат у Уједињеном Краљевству 18. августа 2004. године и био је на првом месту две недеље, притом добивши номинацију за такмичење Плоча године канала ITV1. Ово је био деби сингл Бедингфилдове у Северној Америци и достигао је врхунац са седамнаестим местом на Билбордовој листи врућих 100 и са деветим местом на Поп 100. Достигао је топ 20 у Канади, где је највећи успех било петнаесто место.

## Информације о песми
Овај сингл су заједно написали Бедингфилдова, Стив Кипнер, А. Фремптон и В. Вилкинс. Копродуцирали су Стив Кипнер, А. Фремптон и В. Вилкинс. Верзија издата у Северној Америци је благо ремиксована верзија оригинала. У свом деби синглу, Бедингфилдова пева о теми која се ретко чује у поп музици - писачкој блокади. Занимљиво је напоменути да у песми која се тиче речи Бедингфилдова узастопно погрешно изговара реч "хипербола".

## Музички спотови
Режисери британског музичког спота су Скот Лајон и Софи Малер, а америчког је Крис Милк.
- Музички спот за "These Words" (европска верзија) на веб-сајту
- Музички спот за "These Words" (северноамеричка верзија) на веб-сајту

## Формати и спискови песама
Ово су формати и спискови песама већих сингл издања песме "These Words".

### ВБ ЦД сингл #1
(Издат 29. августа 2004)

### ВБ ЦД сингл #2
(Издат 29. августа 2004)
1. [Спот]

### САД дигитални макси сингл
(Издат 9. августа 2005)

## Успеси на листама
Иако је Бедингфилдова постала велика звезда у Британији и Европи, било је питање да ли ће да добије такав статус и у Северној Америци. На основу реакција на њен први сингл, изгледало је да је задатак обављен (бар донекле) јер је избацила сингл који се нашао на топ 20 листама и Канаде и Сједињених Држава, на местима #15 и #17, редом.
Због чињенице да је ово поп песма, "These Words" није доживела велики успех на Hot 100 Airplay листи, јер та листа више цени R&B песме зато што је састављена од свих листа пуштања. Међутим, ова песма је имала неки успех, достигнувши прво место на Dance Radio Airplay лист. Такође је достигла десету позицију на Top 40 Mainstream.

### Сертификације сингла
- платинасти сингл (ВБ)
- златни сингл (САД)

## Листе
| Листа (2004) | Максимално место |
| ------------ | ---------------- |
|              | 1                |
|              | 1                |
|              | 1                |
|              | 1                |
|              | 2                |
|              | 2                |
|              | 2                |
|              | 2                |
|              | 4                |
|              | 5                |
|              | 5                |
|              | 7                |
|              | 8                |
|              | 18               |
|              | 19               |
|              | 20               |
| Листа (2005) | Максимално место |
|              | 17               |
|              | 67               |
|              | 9                |
|              | 16               |
|              | 1                |
|              | 35               |
|              | 7                |
|              | 6                |
|              | 10               |
| -{           | 15               |